# Gmina Brok
Die Gmina Brok ist eine Stadt-und-Land-Gemeinde im Powiat Ostrowski der Woiwodschaft Masowien in Polen. Ihr Sitz ist die gleichnamige Kleinstadt mit etwa 1950 Einwohnern.

## Geographie
Die Gemeinde liegt etwa 70 Kilometer nordöstlich der Landeshauptstadt Warschau. Nachbargemeinden sind Brańszczyk, Małkinia Górna, Ostrów Mazowiecka und Sadowne.
Das Gebiet gehört zum Landschaftspark Nadbużański Park Krajobrazowy. Zu den Fließgewässern gehören Westlicher Bug und Brok.

## Geschichte
Die Landgemeinde wurde 1973 gebildet. Stadt- und Landgemeinde wurden 1990/1991 zur Stadt-und-Land-Gemeinde zusammengelegt. Ihr Gebiet gehörte bis 1975 zur Woiwodschaft Warschau. Es kam dann bis 1998 zur Woiwodschaft Ostrołęka, der Powiat wurde in dieser Zeit aufgelöst. Zum 1. Januar 1999 kam die Gemeinde zur Woiwodschaft Masowien und zum wiedererrichteten Powiat Ostrowski.

## Gliederung
Die Stadt-und-Land-Gemeinde Brok gliedert sich in neun Orte mit Schulzenamt (sołectwo):
- Bojany
- Brok
- Brzostowa
- Czuraj
- Kaczkowo Nowe
- Kaczkowo Stare
- Laskowizna
- Stare Miasto
- Zamoście

Weitere Orte der Gemeinde sind:
Antonowo
Bojany (osada)
Bojany (osada leśna)
Dybki
Jeleni Dół
Nagoszewo
Nowiny
Puzdrowizna (gajówka)
Puzdrowizna (leśniczówka)
Turka (gajówka)
Turka (leśniczówka)
Żurawieniec